# Драгаљевац Горњи
Драгаљевац Горњи је насељено мјесто у граду Бијељина, Република Српска, БиХ. Године 2000. у овом селу живјело је око 500 мјештана. Према попису становништва из 1991. у насељу је живјело 603 становника. Током 1960. година на овом подручју је живјело око 700 становника.

## Географија
Драгаљевац Горњи налази се на сјевероисточним огранцима планине Мајевице, на самом ободу простране семберске равнице. Земљиште села је претежно равно, мада има и блажих брежуљака између којих теку потоци. У прошлости су ови потоци заправо и били ријеке јер је крај био веома шумовит па су и тадашње ријеке биле богатије водом. Горњи Драгаљевац је удаљен од Бијељине око 20 километара.
Некада, Горњи Драгаљевац је заједно са Доњим и Средњим чинио једно село по имену Драгаљевац. Временом се становништво повећало, побољшале су се друштвено-економске прилике, па су освојени нови земљишни простори путем крчења и паљења шума.

### Геолошки састав
Познато је да читава Семберија представља алувијал Панонског мора и ријечних токова који су послије повлачења Панонског мора плавили и наносили шљунак, пијесак и плодни муљ. Простор на којем је смјештено село Горњи Драгаљевац, с обзиром на близину падина планине Мајевице, представља обале некадашњег Панонског мора на којима је било доста мањих и већих залива и увала. Да су до овог села допирале обале Панонског мора, служе нам као доказ шкољке које се налазе у кориту Ступња, а и у дубљим слојевима земље који се откривају приликом копања сеоских бунара. Земљиште у Горњем Драгаљевцу се разликује од земљишта у равничарском дијелу Семберије. Земљиште је такозвани подзол који је по саставу тврд и непропустљив. Задржава воду на површини и слабије је упија. Вода се постепено испарава, а то све негативно утиче на пољопривредне културе које се узгајају на подручју села.

### Биљни свијет
Сачињавају га разне пољопривредне културе са доста шуме. Шуме је у прошлости било много више, па је она крчена ради добијања простора за узгој осталих пољопривредних култура. Поред тога, шуме су неплански сјечене, нарочито у вријеме Аустро-Угарске окупације ових крајева. У шумама претежно расте: храст, граб, жестика, липа, јасен и рјеђе буква.

### Животињски свијет
Животињски свијет је веома разноврстан с обзиром на постојање шума у којима живе зечеви, вјеверице, јазавци, лисице, творови, пољски и шумски мишеви, срне, као и змије. Од птица има фазана, голубова, чворака, врабаца, жуна, сврака, врана, кобаца, ласта, као и осталих птица селица и станарица. Разноврсна дивљач на подручју села условила је да се један број становника бави ловом, тако да овдје постоји секција ловаца Ловачког друштва из Бијељине.

### Клима
Клима села је изразито континентална са оштрим зимама и топлим љетима. Средња годишња температура ваздуха износи око 11 °C. Подручје села је прилично изложено налетима градоносних облака, чак и више од равничарског дијела Семберије. Село није изразито вјетровито, али повремено дувају вјетрови из четири правца, најчешће са сјеверозапада. Овај сјеверозападни вјетар понекад има разорну снагу, те обара стабла воћака, дрвеће, руши кровове неких слабијих зграда и сл. Вјетар који дува из унутрашњости панонских простора је кошава, народ га зове "устока". Док кошава допре до Драгаљевца и Мајевице ослаби и нема ону оштрину и снагу као у сјеверном и централном дијелу Панонске низије. Земљиште је благо нагнуто од југа према сјеверу и сливу ријеке Саве, па и за вријеме највећих киша нема већих поплава које би нанијеле велике штете. Једино се у вријеме наглих киша излије поток Ступањ, који у прољеће нанесе незнатне штете усјевима у околним лукама.

## Историја

### Настанак и име села
Не зна се кад је село тачно настало, јер нема поузданих писаних докумената. Нема о томе ни легенди, нити предања као што има код неких других мјеста. Свакако да је село у погледу насеобине доста старо, с обзиром да су на овом подручју пронађене камене сјекире и врхови копља. У древној прошлости овај крај су насељавали Келти, а послије њих Римљани, да би на крају прешли у руке Словена.
Претпоставља се да је село добило име по тадашњој ријеци, данас већем потоку, који се у прошлости звао Драгаљ, који протиче кроз сва три Драгаљевца, од југа према сјеверу. Данас је овај поток изгубио своје првобитно име и зове се Ступањ, по томе што су становници овог села у води за вријеме јесени киселили конопљу, туцали трску направама званим ступама, да би добили влакна од којих су у домаћинствима правили разне тканине, као и одјевне предмете.

### Давна прошлост
Подручје села Драгаљевца, заједно са Семберијом као широм околином, прошло је кроз више историјских епоха. У доба Римљана овај крај је припадао провинцији Панонија. О томе свједоче извјесни трагови материјалне културе, као што је сандук са плочом на којој је израђена вучица, те извор Крушковац и остаци пута којег народ зове "караван". Каравански пут, који је остао од Римљана, кориштен је и касније по доласку Словена у ове крајеве, као и по доласку Турака и Аустро-Угарске. На овом путу, код извора Крушковац, у Горњем Драгаљевцу, постојала је нека врста станице на којој је друмарину наплаћивао неки Мића, чије презиме није сачувано у сјећању. Тог Мићу су убили хајдуци, отели му новац и разорили станицу. Мића је сахрањен на мјесту погибије и то мјесто се зове Мићин гроб, на којем и данас као знак свега тога стоји једна камена громада слична по облику средњовјековном стећку. У вријеме масовних кретања и сеоба које су се одвијале у времену од краја 5, а завршиле крајем 7. вијека Словени су населили ове крајеве, те као многобројнији асимилирали и малобројно становништво из времена Римљана које се у овим крајевима приликом доласка затекло.

### Босанска средњовјековна држава
Семберија је од 10. па до половине 12. вијека припадала средњовјековној Србији. Послије тога ови крајеви припадају Угарској. Немањићи су опет у времену од 1284. до 1314. године из ових крајева истјерали Угаре и у то вријеме овим крајевима је управљао Стеван-Драгутин Немањић, чија је задужбина, по народном предању, манастир Тавна. Од 1314. па до 1322. године овај крај је поново био под влашћу Угара, да би послије 1322. ушао у састав средњовјековне босанске државе. Из периода средњовјековне Босне, у Горњем Драгаљевцу се налази гробље, звано Мраморје, у којем се налазе стећци. Временом су се стећци распадали, а тренутно се из земље назиру два стара стећка. Са сјеверне стране једног стећка може се прочитати "SE LEŽI KNEZ MIHALO VESELINOVIĆ." Ово гробље до дан данас није откопано нити боље испитивано.

### Период турске владавине
Пошто је Восна пала под турску 1463. године, ови крајеви су неко вријеме били под Угарима. Тако су, поред босанске Посавине и града Јајца, Угари и послије 1463. године држали још и Семберију. То доказује податак да Семберија није била обухваћена турским пописима из 1515. и 1516. године. Семберија је пала под турску власт 1512. године у вријеме снажног турског напредовања према сјеверу за вријеме владавине султана Сулејмана Величанственог, законодавца, и везировања Мехмед-паше Соколовића. Те године су Турци заузели и Београд, ког су називали "Капија Европе" или "Златни кључеви Европе". Збивања у Србији, узрокована устанком од 1804. године, имала су и те како велики значај. Привучени слободарским тежњама српске буне од 1804. године, Семберци су у њој гледали могућност ослобођења. Многи од њих су кришом прелазили Дрину и Саву и учествовали у устанку. Успјех Карађорђевог устанка радовао је становништво овог краја. Под утицајем српских успјеха и политике кнеза Милоша, па и пограничних аустријских власти, дошло је до такозване посавске буне 1834. године која се одразила и на овај крај. На овај крај је имала снажан одјек битка на Мишару у Мачви од 1806. године у којој је поражена војска босанских ага и бегова. Пламен босанскохерцеговачког устанка захватио је овај крај. У вртлогу овог устанка у Горњем Драгаљевцу је изгорјела црква и школа која је почела са радом 1853. године и у оно вријеме имала 123 ученика из Драгаљевца и шире околине.

### Период аустроугарске власти
У вријеме Аустро-Угарске у Горњем Драгаљевцу је направљена, на мјесту старе школе из турског времена, нова школа још већа и од тврдог материјала. Такође су, аустроугарске власти омогућиле Драгаљевчанима да од 1909. до 1910. године изграде цркву од тврдог материјала умјесто старе која је у вријеме Турака била направљена од дрвеног материјала и креча. Вријеме изграде драгаљевачке цркве од тврдог материјала пада у доба послије анексионе кризе када је Босна умјесто устава и обећане аутономије добила само такозвани Земаљски статут, а по њему и слободу вјерског удруживања и формирања црквених општина. У вријеме владавине Аустро-Угарске на подручју Драгаљевца вршена је сјеча шуме која је коришћена за изградњу градова, пруга, отварае рудника и сл. Аустроугарске власти су у Драгаљевцу успоставиле општину, пошту и жандармерију. Приближиле су сељаку окрутни апарат власти да би га лакше држали у покорности и тиме више експлоатисали. По доласку Аустро-Угарске у овај крај, све више продиру на село робно-новчани односи, а тиме и нова схватања. Те новине разарају старе патријархалне задруге на подручју Драгаљевца у којима су живјела неподијељена браћа и ближи рођаци. У тим задругама живјело је по 60 до 80 чланова. Старији Драгаљевчани, Милко Миљановић, Стево Томић и други, причају да је из њихових задруга у којима су они били као дјеца, на њиву излазило по 25 копача, да је у исто вријеме у кући било по 5-6 колијевки са малом дјецом. Надирањем капиталистичких односа довело је и сељаке до сиромашења, као и до задуживања код трговаца. Сељаци праве покушаје спасавања удруживањем у задруге у чему су нашли мали спас. Аустријска власт укинула је старе турске "женате" (општине) што су сељаци нерадо прихватили, завела систем "обавјештавања о свачем и свему" од најнижих према вишим властима. Такође, заведен је и систем кулучења. Захваљујући постојању и раду школе, Драгаљевчани су знали за циљеве и намјере атентата на генерала Варешанина од 1910. године којег је извео Богдан Жерајић, студент из Требиња. О томе су причали и ђаци драгаљевачке основне школе, као и учитељи, који су код ђака будили патриотска осјећања и мисао о слободи. Зна се да су бомбе из Србије за сарајевски атентат прешле Дрину код села Попова, затим поред Бијељине, преко Драгаљевца, Забрђа, Тобута, Тузле, стигле на вријеме у Сарајево. Одмах по извршеном атентату Драгаљевчани су мобилисани у војску под црножуту заставу монархије. Сврстани су у такозване "босанске регименте" и упућени на Дрину да се боре против своје враће у Србији, што наравно нису хтјели, већ су, како причају, "пуцали насумице да не би убили српског војника." Завршетком првог свјетског рата, пропала је и Аустро-Угарска монархија и са њом сва зла и недаће које је она донијела у ове крајеве. Послије тога дошло је до оснивања Краљевине Срба, Хрвата и Словенаца, заједничке државе свих југословенских народа, која је настала на пепелу распала моћних царевина - Отоманске Империје и Аустро-Угарске монархије.

### Народноослободилачки рат
За цијело вријеме рата 1941-1945. године, Драгаљевац је имао народноослободилачке одборе, своју народну власт, која је непрекидно радила за покрет. Скоро цијело вријеме рата ту су се окупљали најистакнутији партијски кадрови драгаљевачког подручја, а 1941. године у Драгаљевцу је била смјештена партизанска чета чији је командир био Лазо Стојановић-Лазић, који је касније проглашен за народног хероја. Прва већа партизанска акција у Драгаљевцу, којом су руководили организатори устанка у овом крају Фадил Јахић Шпанац и Иван Марковић Ирац, командант и комесар Првог партизанског мајевичког одреда, била је напад на усташку касарну у Драгаљевцу. Један од значајнијих успјеха Мајевичког партизанског одреда био је разоружање Треће домобранске пуковније на путу између Драгаљевца и Доње Чађавице. Тада је заплијењена велика количина ратног плијена и опреме. Значајне акције на територији Драгаљевца изводили су борци Шесте источнобосанске народноослободилачке пролетерске бригаде, Петнаесте мајевичке бригаде, мајевичких одреда, војвођанских јединица и јединице Двадесет осме славонске дивизије. Пред крај 1941. године Ђорђе Ђојић одржао је ноћу конференцију свих домаћина Горњег Драгаљевца. На овој конференцији изабран је први народноослободилачки одбор Горњег Драгаљевца у који су ушли: Бошко Стевић, Илија Миљановић, Мићо Деспотовић, Цвјетко Миљановић, Обрен Новаковић и Гацо Пантић.
У парохији Горњи Драгаљевац бијељински срез, за три дана 1944. године убијене су 103 особе. Међу њима било је стараца, жена и деце. Из пушке је убијено дете у колевци старо 7 месеци.
Драгаљевац Горњи дочекао је слободу 15. маја 1945. године. У НОР-у је учествовало укупно 118 бораца, док је погинулих бораца 46.

## Култура

### Школство
Школство на подручју Горњег Драгаљевца је једно од најстаријих на подручју сјевероисточне Босне када је ријеч о основном образовању. Прва основна школа почела је да ради у Горњем Драгаљевцу још 1853. године, у вријеме турске власти у овим крајевима. Нема тачних података како је дошло до отварања прве школе. Према причама старијих људи, које су се преносиле са кољена на кољено, утицајнији мјештани Горњег Драгаљевца, уз помоћ црквених власти, писали су молбу надлежним турским властима да им се у селу отвори школа. Турске власти су дозволиле отварање школе у Горњем Драгаљевцу у саставу цркве. Једини писани податак о овом догађају је надгробни споменик првом учитељу у овој школи, Данилу Благојевићу. Споменик је подигао ученик учитеља Данила Благојевића, Перо Тодоровић из Средње Чађавице. Оригиналан текст са надгробног споменика гласи:
"Sie este ovaj kamen učitelja Danila Blagojevića, znano budi svakom i neka se znade da je prvi učitelj posto kod crkve dragaljevačke. Đake počeo učiti s vlastju gospodina mitropolita Akatangela 1853. ljeta. Imao je đaka 123 učenika. Neka se čini spomen dok je ove crkve i kamena. Ovaj kamen potpisa đak učiteljev Pero Todorović."
Учитељ Данило Благојевић је ту радио до своје смрти 1856. године. Прва школска зграда (брвнара) изгорјела је у вријеме босанскохерцеговачког устанка од 1875. до 1878. године.
Доласком у ове крајеве Аустро-Угарске Монархије, Берлинским конгреском 1878. године, заведена је и у овом крају аустроугарска власт. 1880. године аустријске власти су, нешто даље од црквеног објекта, изградиле нову школску зграду од тврдог материјала, која је радила све до јуна 1965. године. Порушена је 1971. године и пренијета у састав тадашње Основне школе "Лазо Стојановић-Лазић" у Горњем Драгаљевцу, а на старом мјесту су остали само темељи као свједоци једног жаришта културе и просвјете у овом крају. У пожару је током босанскохерцеговачког устанка изгорјела и црква која је такође била брвнара, а с тим и сва писана документација о раду прве школе. Зато и јесу тако оскудни подаци о раду прве школе у Горњем Драгаљевцу у том периоду. Грађевински материјал за градњу школе 1880. године добављен је из Брезовог Поља колима, а дотле бродовима, Савом, из неке тада подигнуте циглане у Славонији, гдје је Аустро-Угарска почела да развија већ прву индустрију грађевинског материјала. То је била прва цигла која је допремљена у ово село и као грађевински материјал употријебљена за изградњу зграде-школе.
У вријеме НОБ-а, од 1941. до 1945. године, настава у школи била је обустављена. Одмах послије ослобођења овог краја, организован је рад Основне школе у Горњем Драгаљевцу, али пошто је школска зграда била разрушена настава се одвијала у приватној згради у којој је касније дуго времена био сеоски млин, код извора "Точак" у Горњем Драгаљевцу. Током 1945. и 1946. године школска зграда је, захваљујући мјештанима села, обновљена, тако да је у школској 1946/1947. поново отпочела настава у старој поправљеној школској згради. 1961. године, на данашњем локалитету, изграђена је осморазредна школа са свим пратећим, па и стамбеним објектима. У школској 1961. години извршена је централизација основног школства на овом подручју. Основна школа "Лазо Стојановић-Лазић" постала је централна школа са седам подручних школа у околним селима. Данас, Основна школа "Стеван Немања" у Горњем Драгаљевцу је централна школа, са 11 подручних школа у околним селима.

### Манастир
До 26. јула 1975. године садашњи саборни манастирски храм био је парохијска црква Драгаљевачке парохије. Храм је подигнут 1908/09. године, а освештан је на Малу Госпојину 1909. године. Освештао га је митрополит Евгеније Летица. Ово је четврти храм на овом локалитету. О првобитном храму нема писаних података, али народно предање каже да је подигнут почетком XIV вијека. У црквеној порти се налази олтарски камен који је пронађен 1992. године, а на њему пише да је из 1310. године. Као најстарији храм у Драгаљевцу помиње се дрвена брвнара подигнута 1972. године. Турци су га запалили 1813. године по наредби босанског везира Деренделије. Народ поново подиже храм од дрвета 1818. године. Овај храм је потрајао до 1876. године када је запаљен. Наредни храм по одобрењу Земаљске владе у Сарајеву подигнут је 1879. године. Такође, и овај храм је био од дрвета. Приликом канонске посјете митрополит Николај Мандић 1894. године био је ожалошћен изгледом храма и обећао је том приликом да ће се заузети код Земаљске владе како би се овај храм уредио. Влада је допустила да се 1895. године доставе дрва на којима ће се пећи цигла да би се могао озидати храм од чврстог материјала. Први писани трагови о храму у Горњем Драгаљевцу налазе се у књигама сједница Црквеноопштинског управног одбора. Ту пише да је храм у Горњем Драгаљевцу постојао још 1763. године.
Дотадашња парохијска драгаљевачка црква 26. јула 1985. године, одлуком епископа зворничко-тузланског г. Василија проглашена је манастиром са именом Драгаљевац. Осим надлежног епархијског архијереја у овом историјском догађају молитвено су учествовали епископи СПЦ далматински г. Николај и бањалучки г. Јефрем.
Манастирски храм посвећен је Светим апостолима Петру и Павлу, а манастир Светом архангелу Гаврилу. Поред храма налази се и стара кућа из турског периода која је послужила као први манастирски конак. У међувремену подигнут је и нови конак са капелом посвећеном Светом Нектарију Егинском. Капелу су живописали 2004. године чланови иконописне радионице Петра Билића из Београда.
Прва игуманија овог манастира била је игуманија Екатерина (Гајић), родом из Богутовог села.

## Становништво
1971. године, у Горњем Драгаљевцу је било више од 150 кућа, што значи да се становништво за један вијек (период од 1960-их година) увећало више од десет пута. Томе је доприносила плодност земље, диоба браће, распадање старих патријархалних задруга као и друштвено-економски услови. У просјеку, чланова по домаћинству 1971. године било је 4,16. По националној структури становништво села је, према подацима пописа, 99,65% српско.
О поријеклу становништва нема много поузданих података, па се више ослања на предања и неке писане изворе у којима се говори о становништву на подручју Семберије. Људи у Драгаљевцу себе сматрају досељеницима. О досељавању у овај крај код сваке веће породице у селу живи неко предање или легенда. Углавном се тврди да подручје Семберије и мајевичког побрђа, није тако давно насељено становништвом из источне Херцеговине, а можда и једног дијела Црне Горе.
Турци су ово подручје запосјели 1512. године, освојивши утврђене средњовјековне градове Теочак и Јабланаград. У близини данашњег Кораја, који није много удаљен од Драгаљевца, налазио се католички самостан Света Марија, локалитет Били поток. Поред овог, црквени историчар Еубел спомиње постојање католичког самостана Bilina, а дубровачки извор за 1446, годину упозорава на један податак о друмским разбојницима код Bieline, гдје је опљачкан један дубровачки трговац, што је доказ да су кроз ове крајеве пролазили трговачки каравански путеви, наслијеђени од Римљана.
Из наведених података се закључује да је у овом крају врло мало старосједилачког становништва, јер се оно прије доласка Турака у ове крајеве повукло на запад и сјевер у сусједну Аустро-Угарску.
Из пописа 1991. у Драгаљевцу је живјело око 600 становника.
| Националност       | 1991. | 1981. | 1971. | 1961. |
| Срби               | 577   | 586   | 703   | 706   |
| Југословени        | 19    | 28    |       |       |
| Црногорци          |       |       | 4     |       |
| Хрвати             |       | 2     |       |       |
| Македонци          |       | 1     |       |       |
| остали и непознато | 7     | 34    | 9     |       |
| Укупно             | 603   | 651   | 716   | 706   |

| Демографија | Демографија | Демографија |
| Година      | Становника  | Становника  |
| ----------- | ----------- | ----------- |
| 1948.       | 672         |             |
| 1953.       | 717         |             |
| 1961.       | 706         |             |
| 1971.       | 716         |             |
| 1981.       | 651         |             |
| 1991.       | 601         |             |